# سم هاردی (بازیگر)
سَم هاردی (انگلیسی: Sam Hardy؛ ۲۱ مارس ۱۸۸۳ – ۱۶ اکتبر ۱۹۳۵) بازیگر اهل ایالات متحده آمریکا بود. وی بیشتر در فیلم‌های صامت بازی کرده است.
از فیلم‌ها یا برنامه‌های تلویزیونی که او در آن نقش داشته است می‌توان به مرا ستاره کن، کینگ کونگ و  خانم مارکر کوچک اشاره کرد.